# Флаг сельского поселения Анискинское
Флаг сельского поселения Ани́скинское Щёлковского муниципального района Московской области Российской Федерации — опознавательно-правовой знак, служащий официальным символом муниципального образования.
Флаг утверждён 26 декабря 2011 года и 29 марта 2012 года внесён в Государственный геральдический регистр Российской Федерации с присвоением регистрационного номера 7574.
Законом Московской области от 23 мая 2018 года № 69/2018-ОЗ 5 июня 2018 года городское поселение Свердловский и сельское поселение Анискинское Щёлковского муниципального района были объединены с городским округом Лосино-Петровский.

## Описание
Описание флага, утверждённое 26 декабря 2011 года решением Совета депутатов сельского поселения Анискинское № 110/11, гласит:

Прямоугольное двухстороннее полотнище с отношением ширины к длине 2:3 состоящее из трёх равных вертикальных полос голубых по краям и зелёного цвета в середине. В середине полотнища поверх полос — жёлтая лира с дубовыми ветвями вместо стоек.
Союз геральдистов России, при содействии которого был разработан данный флаг, на своём сайте приводит следующее описание флага:

Прямоугольное двухстороннее полотнище с отношением ширины к длине 2:3 состоящее из трёх равных вертикальных полос голубых по краям и зелёного цвета в середине. В середине полотнища поверх полос — жёлтая лира с десятью струнами и дубовыми ветвями вместо стоек.

## Обоснование символики
Флаг сельского поселения Анискинское языком символов и аллегорий раскрывает его особенности.
По форме земли Анискинского поселения сильно вытянуты с юго-запада на северо-восток и этим аллегорически напоминают форму лиры, которая на флаге сельского поселения символически представляет его территорию. 10 струн лиры — 10 населённых пунктов, составляющих единое поселение (1 село, 3 посёлка и 6 деревень). Лира — символ поэзии, музыки, лирического настроения, отдыха.
Большую часть территории сельского поселения занимают лесные массивы, что создаёт хорошие условия для развития отдыха населения. Особенно хороши здесь дубы. Зелёный цвет полотнища и боковые стойки лиры, выполненные в виде изогнутых дубовых ветвей — символизируют красоту здешних мест. Символика дуба многозначна:
— символ стойкости, твёрдости, долголетия;
— символ неувядающей славы и бессмертия;
— символ плодородия и непреходящих ценностей.
Голубые полосы — символ рек Клязьма и Воря, протекающих по территории Анискинского поселения.
Зелёный цвет символизирует природу, весну, здоровье, молодость и надежду.
Голубой цвет (лазурь) — символ возвышенных устремлений, искренности, преданности, возрождения.
Жёлтый цвет (золото) — символ высшей ценности, величия, великодушия, богатства, урожая.